# Kostomlátky
Kostomlátky (Duits: Klein Kostomlat, vroeger ook Klein Kostenblatt) is een Tsjechische gemeente in de regio Midden-Bohemen, en maakt deel uit van het district Nymburk.
Kostomlátky telt 246 inwoners.
Běrunice · Bobnice · Bříství · Budiměřice · Čilec · Činěves · Dlouhopolsko · Dobšice · Dvory · Dymokury · Hořany · Hořátev · Hradčany · Hradištko · Hrubý Jeseník · Chleby · Choťánky · Chotěšice · Chrást · Chroustov · Jíkev · Jiřice · Jizbice · Kamenné Zboží · Kněžice · Kněžičky · Kolaje · Kostelní Lhota · Kostomlátky · Kostomlaty nad Labem · Košík · Kounice · Kouty · Kovanice · Krchleby · Křečkov · Křinec · Libice nad Cidlinou · Loučeň · Lysá nad Labem · Mcely · Městec Králové · Milčice · Milovice · Netřebice · Nový Dvůr · Nymburk · Odřepsy · Okřínek · Opočnice · Opolany · Oseček · Oskořínek · Ostrá · Pátek · Písková Lhota · Písty · Poděbrady · Podmoky · Přerov nad Labem · Rožďalovice · Sadská · Sány · Seletice · Semice · Senice · Sloveč · Sokoleč · Stará Lysá · Starý Vestec · Straky · Stratov · Třebestovice · Úmyslovice · Velenice · Velenka · Vestec · Vlkov pod Oškobrhem · Vrbice · Vrbová Lhota · Všechlapy · Vykáň · Záhornice · Zbožíčko · Zvěřínek · Žitovlice